# Bit gag

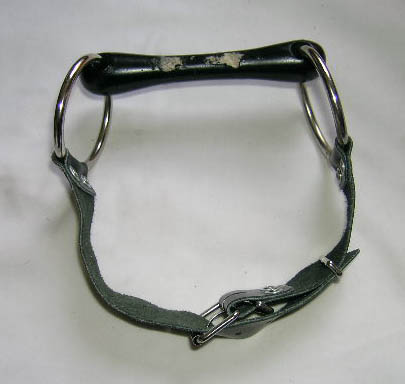
Un bavaglio con morso (bit gag)

Come per il Ball gag o il Ring gag, anche il Bit gag è un tipo di bavaglio, destinato quindi a limitare o impedire la parola. 
È composto da una barra cilindrica di plastica, legno o metallo, eventualmente rivestita di pelle, posta in posizione orizzontale fra le arcate dentarie per mantenere la bocca aperta, e da due lacci o cinghia di cuoio che si chiudono dietro la testa. Tale bavaglio è di derivazione equestre, mimando in modo più o meno raffinato il morso dei cavalli, pertanto è spesso usato nelle pratiche di pony play. Modelli più sofisticati hanno una serie di cinghie di cuoio tali da creare un Head harness per bloccare in modo completo la testa del portatore.
Non permettendo di chiudere la bocca, il bit gag comporta l'impossibilità, per chi vi è sottoposto, di deglutire la saliva; ciò causa la fuoriuscita dalla bocca della saliva in eccesso (drooling) causando quindi una accresciuta sensazione di umiliazione in chi lo indossa.